# アフリク・シモーネ
アフリク・シモーネ（Afric Simone、1939年7月17日 - ）とはモザンビーク出身の歌手、音楽家、エンターテイナーである。
1975年に最初のヒット"Ramaya"でヨーロッパのチャート入りし、もう一つのよく知られた歌"Hafanana"（1975年）に続いた。1975年から1980年まで鉄のカーテンの両側で非常に人気を集め、東側諸国のソビエト連邦、ドイツ民主共和国、チェコスロバキアをツアーした。

## 略伝
ブラジル出身の父とモザンビーク出身の母との間にブラジルで生まれたが、9歳の時（父の死後）に母とモザンビークの首都であるロウレンソ・マルケス（つまり現在のマプト）へ移らざるを得なかった。一度、マプトのステージに立った時には、マネージャーからロンドンに来るよう頼まれた。
ロンドンにおける最初のショービジネスのステップとして、他のヨーロッパ諸国の首都での出演で貴重な経験を集め、ギグをヨーロッパ全土で行う経験を持った。幸運にも、フランスのレコード大君であるエディ・バークレイがパリでのショーに訪れ、皆はすぐに契約書にサインした。
言語はドイツ語、英語、ポルトガル語、フランス語、アフリカ諸語を話すが、歌はスワヒリ語と他の言語のミクスチュアで書かれている。このアイデアは、結果的に自身の母語とヨーロッパのハッピーなサウンドをミクスチュアする結果となった。
近年はモスクワで出会ったロシア人の妻と共にドイツ（ベルリン）に定住し、フランス、イタリア、ドイツ、リトアニアのテレビ番組に出演している。

## ディスコグラフィー

### シングル
- 1965 - Black Dynamit / Monsieur Afrique (Ariola)
- 1969 - El Matador / Mosquito (Teldec)
- 1970 - Washboard Man / Harana (Polydor)
- 1970 - Ich bin der größte Lacher / Mr. Watussi (Telefunken)
- 1971 - Feuer-Feuer-Feuer / Salt-Lake-City-Train (Ariola)
- 1972 - Barracuda / Hey Safari (BASF)
- 1974 - Barracuda / Humbala (Ariola)
- 1975 - Ramaya/Piranha (Barclay, BRCNP 40066)
- 1976 - Hafanana/Sahara (Barclay, BRCNP 40072)
- 1976 - Aloha-Wamayeh / Al Capone (Hansa, 17 586 AT)
- 1977 - Maria Madalena/Aloha (Barclay)
- 1977 - Playa Blanca/Que Pasa Mombasa Musart, MI 30387
- 1978 - Playa blanca/Marabu (Barclay)
- 1980 - China girl/Salomé (Barclay)
- 1982 - Maria, Sexy Bomba de Paris
- 1983 - Lady Madonna Shanghai
- 1990 - Afro Lambada

「China girl」は日本で、長沢ヒロ率いるバンド「HERO」（英雄）によってカバーされ、ジャッキー・チェン主演映画『拳精』の日本公開版イメージソングとして使われた。

### アルバム
- 1976 - Ramaya (Barclay, 70024)
- 1977 - Afric Simone (Barclay)
- 1978 - Afric Simone 2 (Barclay)

### CD
- 1989 - Best of Afric Simone (re-edition 2002 with bonus tracks)